# 구렁이
구렁이(학명: Elaphe anomala Elaphe schrenckii anomala[*], 문화어: 구렝이)는 한국과 중국 만주 지방에 분포하는 뱀이다. 한국에 사는 뱀 중 가장 크다. 독은 없고 중앙부의 비늘은 용골이 뚜렷하나 배쪽으로 내려갈수록 희미해진다. 몸빛깔은 등은 녹색을 띤 황갈색 바탕에 검은색의 가로 무늬가 몸통에 25-32개, 꼬리부분에 8-11개 있다. 머리와 혀, 목은 검은색이다. 머리는 크고 주둥이는 잘린 모양이며 눈이 크고 콧구멍은 타원형이다.
인가의 돌담·방죽·밭둑의 돌 틈 등에 서식하며 농가의 퇴비 속에 산란하기도 하는데 퇴비의 발효열로 부화한다. 구렁이는 쥐가 지나간 흔적을 혀로 감지하여 쥐를 잡아먹는다. 5-6월 경 돌담에서 교미를 하여 볏짚 속에 12-25개의 알을 낳고 똬리를 틀어 알을 보호한다. 포유류·조류·양서류, 농사에 해를 주는 참새·쥐·두더지 등을 잡아먹기 때문에 사람에게 이롭기도 하고, 해충의 천적인 개구리까지 잡아먹어 해를 끼치기도 한다. 근래에는 남획으로 인하여 절멸의 위기에 처해 있다.
비단구렁이라 불리는 Python, Boa와는 전혀 관계 없으며 그 크기에 맞춰 구렁이란 이름을 붙여 준 것이다.
한국에는 구렁이에 관한 전설·전승·속신 등이 많이 있다. 보통 무서움을 주는 악당으로 묘사되거나, 신통력을 지닌 괴수, 또는 부정을 막는 좋은 동물로 그려지기도 했다. 대한민국에서는 멸종위기 야생생물 Ⅱ급으로 지정되어 보호받고 있다.